# Герб Волгодонска
Герб города Волгодонска — является официальным знаком города (в лице горожан), знаком власти, полномочий, публичного авторитета городской администрации, городской Думы, утверждённый 29 сентября 1995 года.

## Описание
Геральдическое описание (блазон) гласит:
На щите, в пересеченном лазоревом (синем) и червленом (красном) поле серебряный якорь и два серебряных бунчука на золотых древках накрест; поверх якоря и древков - золотой (желтый) выщербленный пояс, обремененный червленым цветком тюльпана с двумя зелеными листами; концы бунчуков положены поверх пояса.

## Порядок воспроизведения
Воспроизведение герба города разрешается на печатях, бланках, визитных карточках администрации города и ее структурных подразделений, городской Думы, муниципальных предприятий, а также на различных видах печатной продукции, изготавливаемой по заявке администрации города или городской Думы.
Герб города помещается на знаках, устанавливаемых при въездах в город, на фасаде и в интерьерах здания городской администрации.
Допускается воспроизведение герба в одноцветном варианте.
Изображение герба в любых других случаях, а также в целях рекламы устанавливается постановлением главы администрации.